# Immetalia keiana
Immetalia keiana är en fjärilsart som beskrevs av Rothschild och Jordan 1903. Immetalia keiana ingår i släktet Immetalia och familjen nattflyn. Inga underarter finns listade i Catalogue of Life.